# 特蘭斯米里斯卡灣
66°15′10″S 67°02′00″W / 66.25278°S 67.03333°W

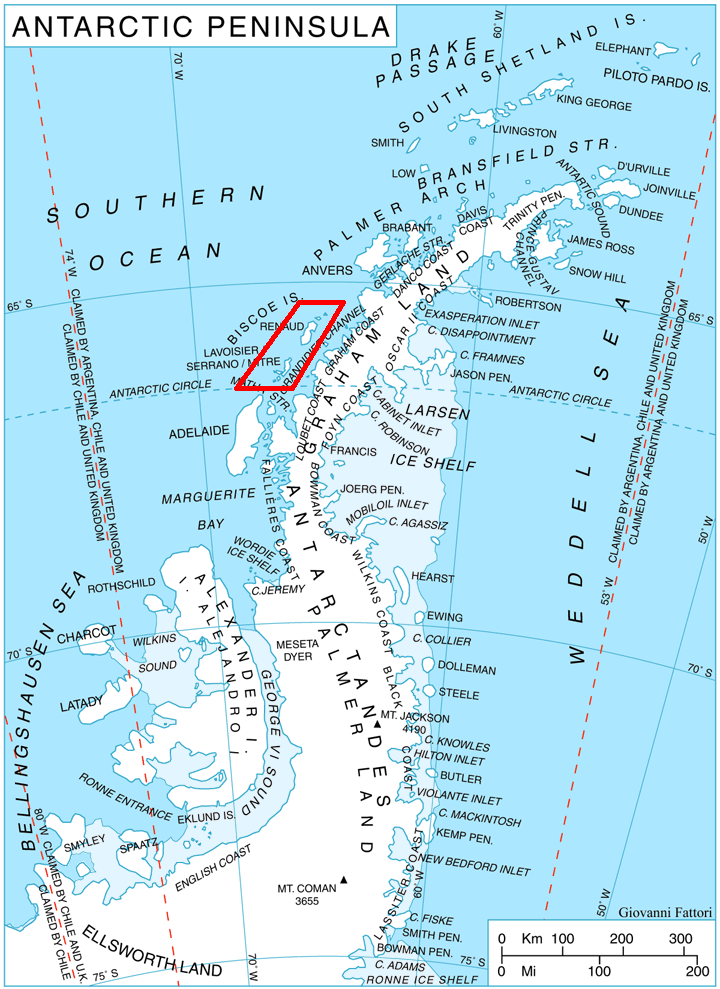

特蘭斯米里斯卡灣（Transmarisca Bay），是南極洲的海灣，位於葛拉漢地，屬於比斯科群島的一部分，長3.2公里、寬4.3公里，入口處在埃德霍爾姆角和庫維卡爾角之間，以保加利亞東北部鄉鎮命名，現時由南極條約體系管理。